# Département de San Salvador (Entre Ríos)
Pour les articles homonymes, voir Département de San Salvador.
Le département de San Salvador est une des 17 subdivisions de la province d'Entre Ríos, en Argentine. Son chef-lieu est la ville de San Salvador.
Le département a une superficie de 1 282 km2. Sa population s'élevait à 16 118 habitants au recensement de 2001.

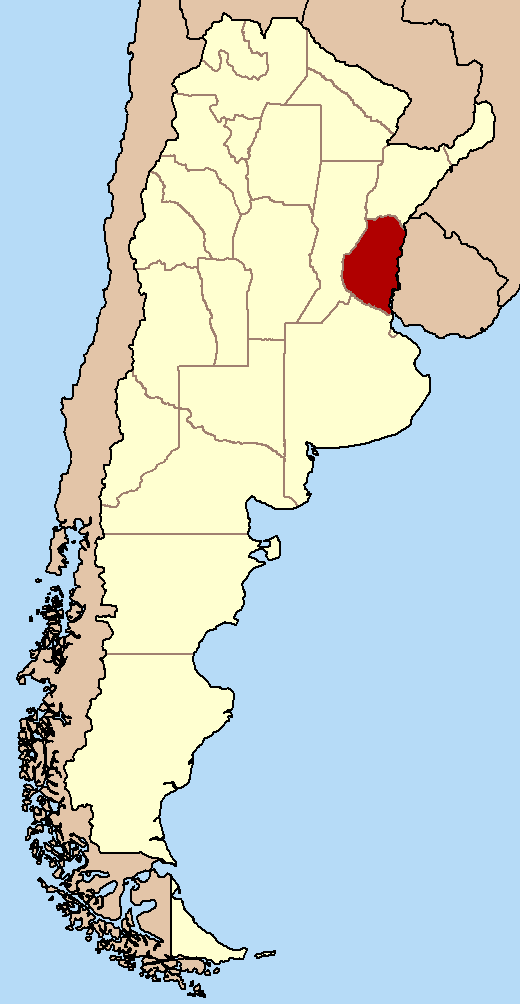
Localisation de la province d'Entre Ríos en Argentine.